# Revesjö församling
Revesjö församling var en församling i Göteborgs stift och i Svenljunga kommun. Församlingen uppgick 2006 i Svenljungabygdens församling.

## Administrativ historik
Församlingen har medeltida ursprung och var till 1992 annexförsamling i pastoratet Svenljunga, Örsås, Revesjö, Redslared och Ullasjö. Från 1992 till 2006 annexförsamling i pastoratet Svenljunga-Ullasjö, Örsås, Revesjö och Redslared. Församlingen uppgick 2006 i Svenljungabygdens församling.

## Kyrkor
- Revesjö kyrka